# Вышиньский, Стефан
Стефан Вышиньский (пол. Stefan Wyszyński; 3 августа 1901, Зузеля, Польша — 28 мая 1981, Варшава, Польша) — польский кардинал. Архиепископ—митрополит Варшавско-Гнезненский, примас Польши с 12 ноября 1948 по 28 мая 1981. Блаженный Католической Церкви. Кардинал-священник с 12 января 1953, с титулом церкви Санта-Мария-ин-Трастевере с 15 января 1953.

## Биография
Родился в семье приходского органиста. В 1924 окончил Высшую духовную семинарию в г. Влоцлавек, в том же году получил сан священника. В 1925—1929 учился в Люблинском католическом университете, по окончании которого получил степень доктора канонического права, защитив диссертацию «Права семьи, Церкви и государства в отношении школы».
С марта 1944 года служил капелланом Армии Крайовой. Принимал участие в спасении евреев в период Холокоста.
4 марта 1946 был назначен епископом Люблинским. 12 ноября 1948 папой Пием XII назначен архиепископом-митрополитом Гнезненским и Варшавским, примасом Польши. Интронизация состоялась 2 февраля 1949 в Гнезно и 6 февраля в Варшаве.
12 января 1953 папой Пием XII возведён в сан кардинала, но из-за противодействия со стороны властей Польши не смог выехать в Рим для получения знаков кардинальского достоинства. 9 февраля 1953 правительство Польши приняло декрет о реорганизации церковного управления и установило контроль за назначением епископов и священников. 8 мая польский епископат во главе с Вышиньским направил председателю Совета министров Польши Б. Беруту послание, в котором выразил протест против вмешательства властей во внутренние дела католической Церкви и попыток государственного контроля за назначением на церковные должности. В ответ правительство предприняло репрессивные действия в отношении католического духовенства и религиозных изданий. 14—22 сентября 1953 был проведён показательный процесс над епископом Чеславом Качмареком, обвинённым в сотрудничестве с нацистами, шпионаже и антигосударственной деятельности и приговорённым к 12 годам заключения. 24 сентября Вышиньский направил правительству послание «В защиту папы и иерархии», в котором вступился за осуждённого епископа. 25 сентября был арестован. Содержался под арестом в монастырях в Рывалд-Крулевски, Сточеке, Пруднике и Команьче. После прихода к власти В. Гомулки 26 октября 1956 был освобождён и вернулся к исполнению своих обязанностей. 8 декабря 1956 было заключено новое соглашение между польским епископатом и правительством, отменявшее декрет от 9 февраля 1953 и ряд ограничений на религиозную деятельность. В 1957 посетил Ватикан, где 18 мая папа Пий XII вручил ему знаки кардинальского достоинства.
В 1962 году принимал участие во Втором Ватиканском соборе. В 1966 году, благодаря стараниям в значительной степени лично Вышинского, в стране широко отмечалось Тысячелетие крещения Польши, которое переросло в состязание с коммунистической властью, отмечавшей в пику Костёлу Тысячелетие польского государства, празднования которого имели сугубо светский характер. В связи с этим Вышинского часто называют «Примасом Тысячелетия». В бытность его примасом Польши краковский кардинал Кароль Войтыла был избран Папой Римским.
При Э. Гереке отношения С. Вышиньского и польских властей видимо были очень хорошими. Власти даже просили Ватикан оставить Вышиньского на посту примаса Польши, несмотря на его пожилой возраст.
Во время забастовок в Польше в 1980 году выступал посредником в переговорах властей и профсоюза «Солидарность».
Умер в Варшаве от рака. Похоронен в кафедральном соборе Иоанна Крестителя в Варшаве.
Его именем назван университет в Варшаве. В 1989 году начался процесс беатификации, который завершился 12 сентября 2021 года объявлением его блаженным в варшавском Святилище Божьего Провидения, где покоятся останки бывшего примаса Польши.

## Галерея

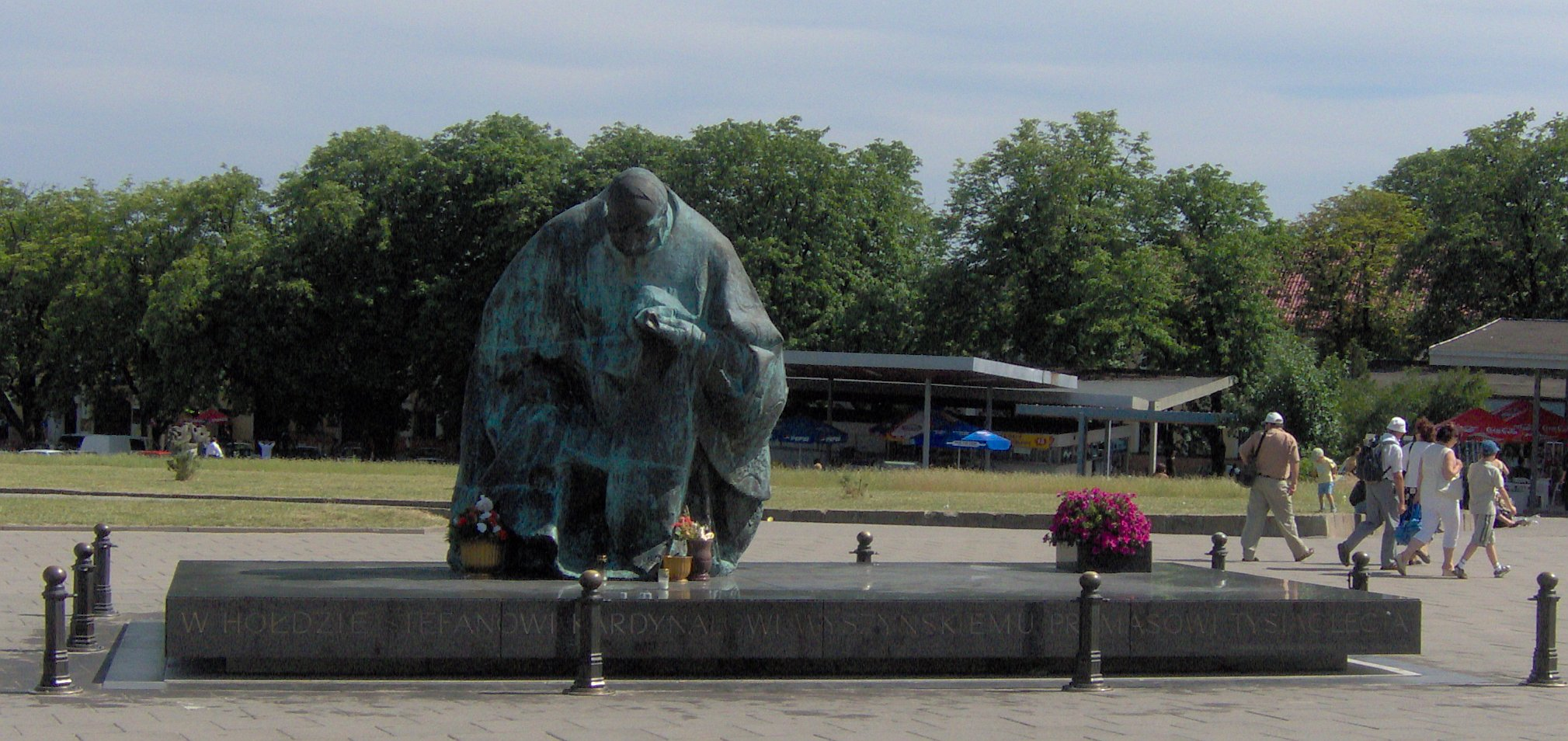
памятник кардиналу Стефану Вышиньскому в Ченстохове
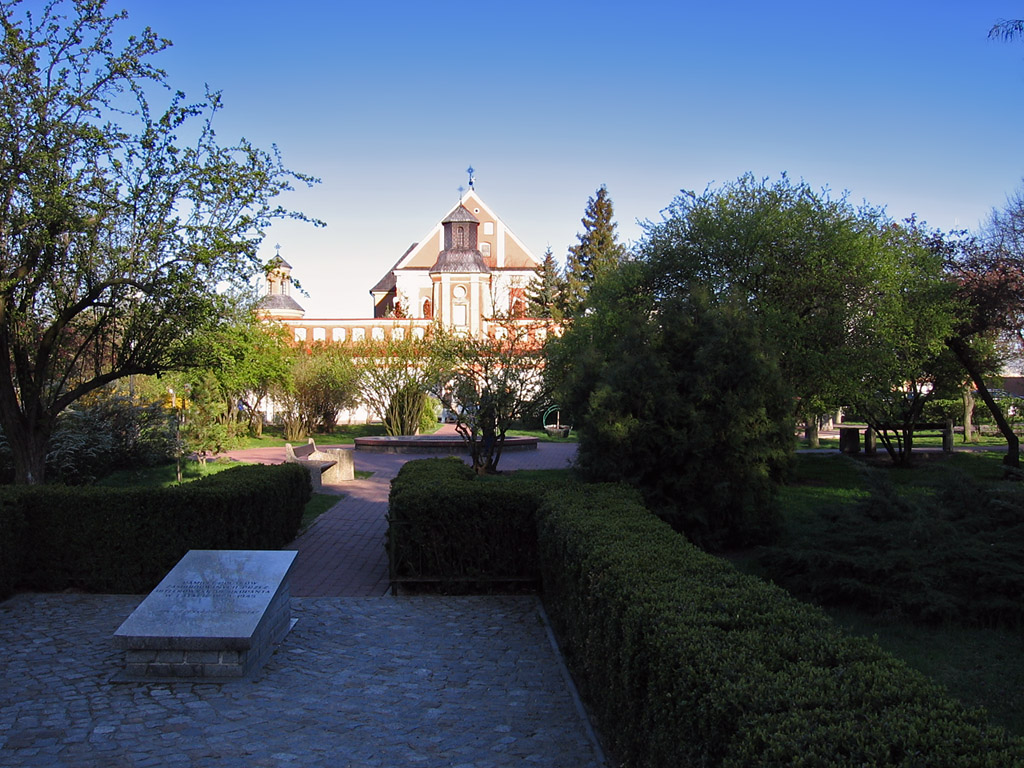
площадь кардинала Стефана Вышиньского в Остроленке
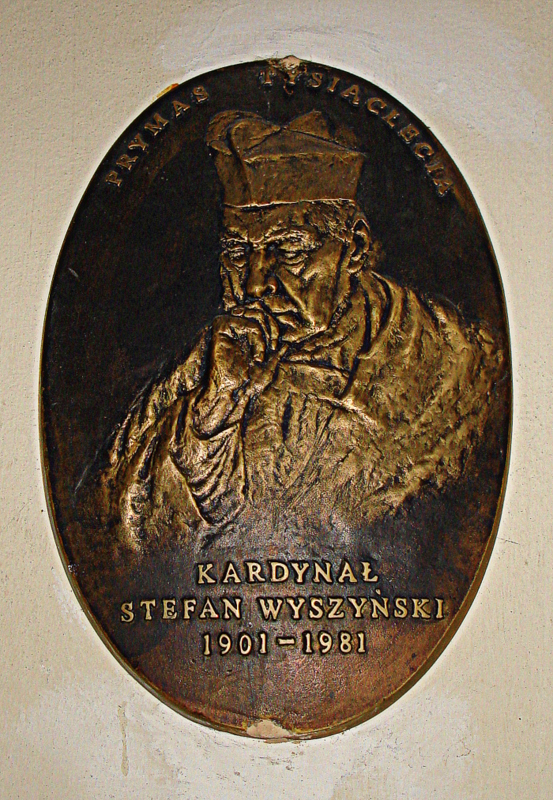
Варшавa, Церковь Всех Святых, памятная доска
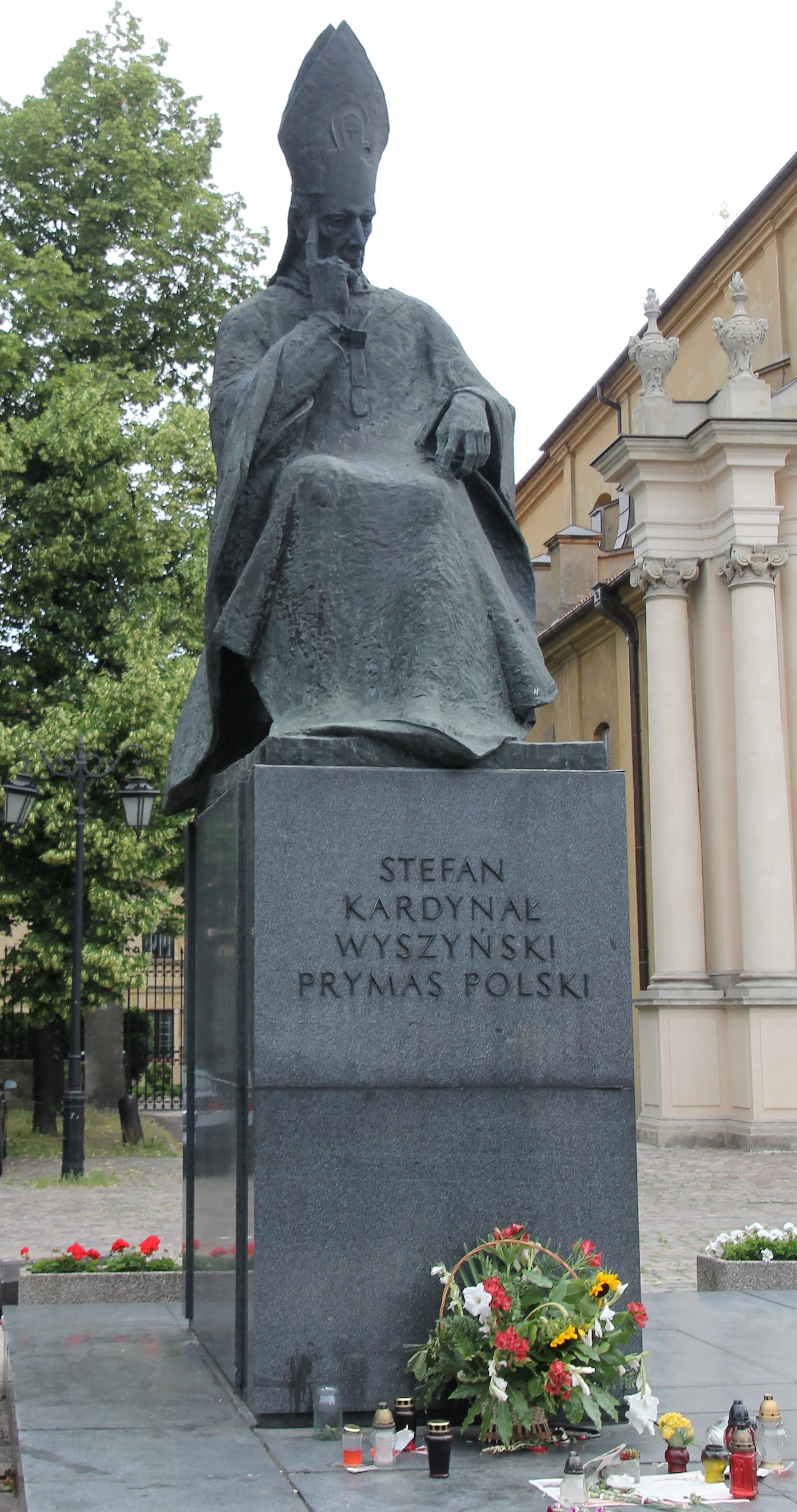
Варшава